# Universitatea de Științe Agricole și Medicină Veterinară Cluj-Napoca
Universitatea de Științe Agricole și Medicină Veterinară din Cluj-Napoca este continuatoarea instituției de învățământ agricol fondată pe domeniul Cluj-Mănăștur în 1869 și ridicat la rang de academie în 1906. Este una din cele mai vechi școli superioare de agricultură din Europa.
În 2011 a fost clasificată în prima categorie din România, cea a universităților de cercetare avansată și educație.

## Istorie

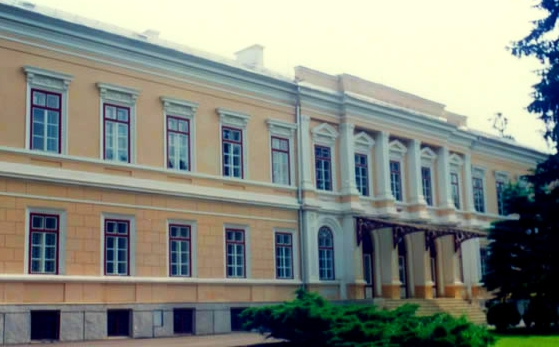
Clădirea principală a Universității

Universitatea de Științe Agricole și Medicină Veterinară Cluj-Napoca este continuatoarea prestigioasei școli superioare de agricultură clujene, fondată cu peste 150 de ani în urmă, în octombrie 1869, sub numele Institutul de Învățământ Agronomic Cluj-Mănăștur, fiind amplasată în clădirile unei vechi mănăstiri. 
În anul 1906, Institutul a fost ridicat la rang de Academie, purtând numele de Academia de Agricultură Cluj. Istoria Universității de astăzi începe în luna octombrie a anului 1869 când, pe fostul domeniu Mănăștur, lua ființă una dintre cele mai vechi școli superioare de agricultură din Europa.
În următorii 50 de ani, școala agronomică clujeană a funcționat cu o singură secție - cea de agricultură - cu durata studiilor de trei ani. Academia de agricultură din Cluj și-a desfășurat activitatea sub această formă până la izbucnirea primului război mondial.
Unirea Transilvaniei cu Regatul României în 1918, a deschis o nouă etapă în evoluția școlii agronomice clujene. Din anul 1921, învățământul superior agronomic din țara noastră a fost legiferat la patru ani de studii, din care trei ani studii teoretice, iar al patrulea ca stagiu de practică în ferme de stat sau particulare. Din anul 1922, absolvenții au primit diploma de "inginer agronom". 
În 1929, prin reorganizarea și modernizarea învățământului agronomic superior, agronomia clujeană a luat denumirea de Academia de Înalte Studii Agronomice Cluj. Durata studiilor s-a instituit de la acea dată la cinci ani, împărțiți în două cicluri: "învățământ general" (cursul general), cu o durata de trei ani și jumătate și "învățământul de specializare" cu o durată de un an și jumătate. Prin aceste studii, Academia forma atât ingineri agronomi, cât și cercetători în diferite ramuri ale științelor agricole.
Între anii 1940-1945, ca urmare a Dictatului de la Viena, Academia agricolă clujeană (cadrele didactice, studenții și o parte din inventarul său) s-a refugiat la Timișoara, unde și-a desfășurat activitatea sub denumirea de "Facultatea de Agronomie Cluj - Timișoara". În anul 1945, Facultatea de Agronomie revine la Cluj. 
Începând cu anul 1948 institutul primește denumirea de Institutul Agronomic Cluj, având doar Facultatea de Agricultură, la care s-a adăugat din 1959 Secția de Zootehnie. În 1962 a fost înființată și Facultatea de Medicină Veterinară, iar în 1968 a luat ființă și Facultatea de Zootehnie. 
În perioada 1970-1975 în cadrul Facultății de Agricultură a funcționat și secția de Economia agriculturii. În anul 1977 s-a înființat Secția de Horticultură, constituind împreună cu Secția de Agricultură, Facultatea de Agricultură și Horticultură. 
Între anii 1978-1987, Institutul Agronomic Cluj a funcționat cu două facultăți: Facultatea de Agricultură și Horticultură și Facultatea de Zootehnie și Medicină Veterinară.
În anul 1990, universitatea s-a reorganizat în patru facultăți (Agricultură, Horticultură, Zootehnie și Medicină Veterinară), iar ulterior au fost înființate noi specializări la învățământul de lungă durată, colegiu, studii aprofundate, masterat și doctorat. 
În 1991, instituția și-a schimbat numele în "Universitatea de Științe Agricole". Din 1995 ca urmare a diversificării profilelor și specializărilor și a modernizării învățământului agronomic clujean, instituția poartă denumirea de “Universitatea de Științe Agricole și Medicină Veterinară Cluj-Napoca”. În anul 2012, după 20 de ani de reușite în studiul alimentelor, Departamentul de Știința Alimentelor a universității, s-a transformat în Facultatea de Știința și Tehnologia Alimentelor.

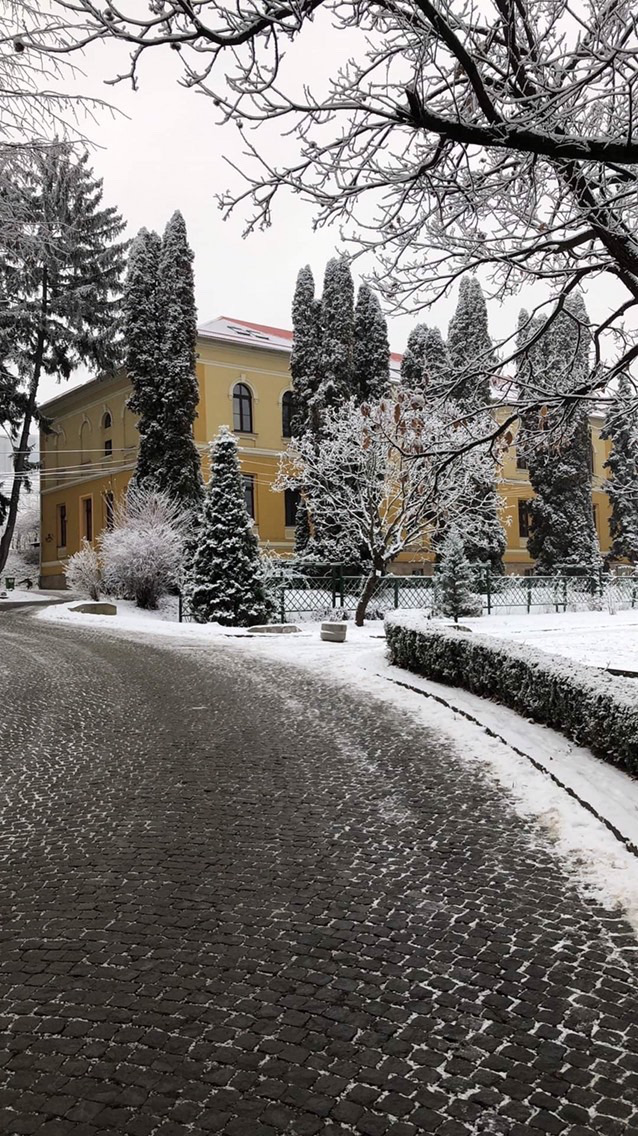
Facultatea de Horticultură

## Structură

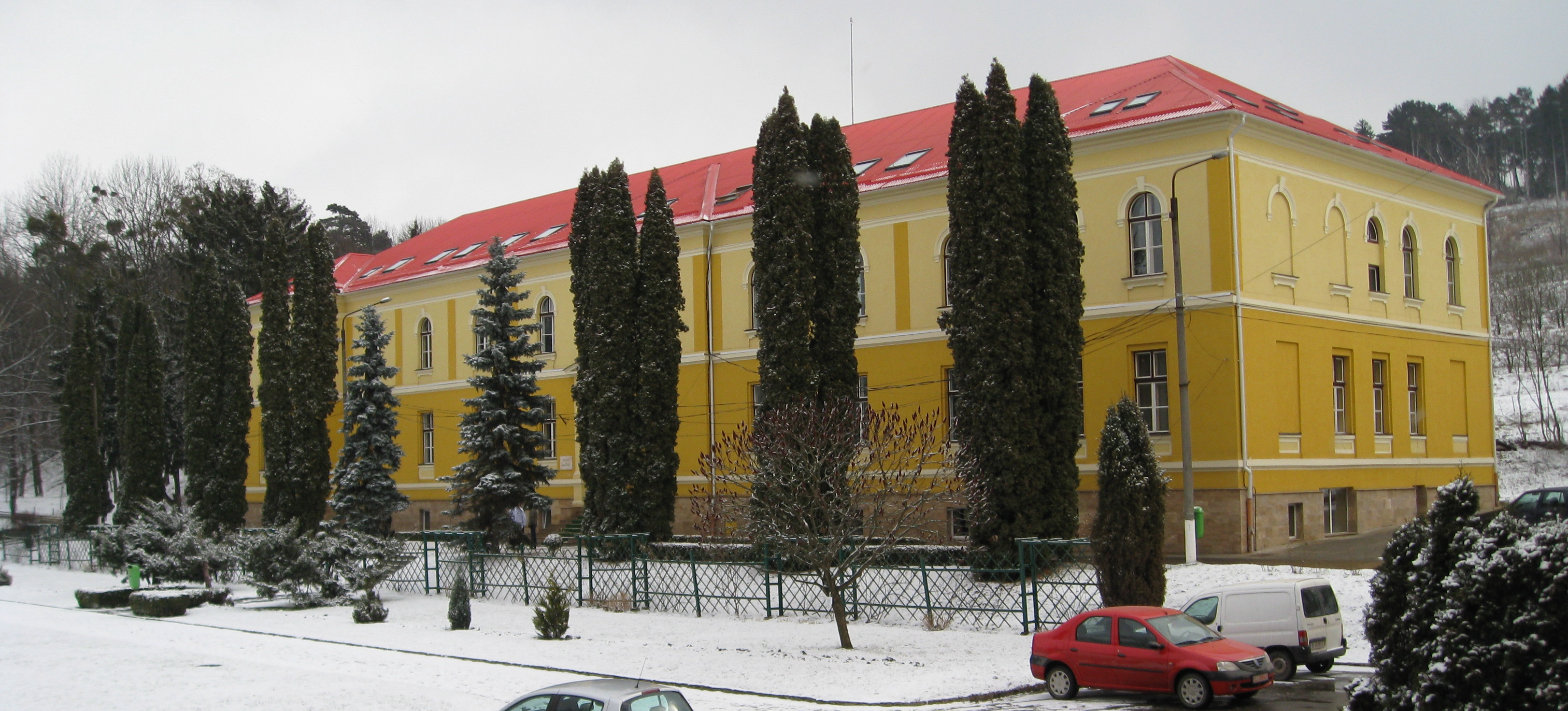
Facultatea de Horticultură

În prezent Universitatea de Științe Agricole și Medicină Veterinară Cluj-Napoca (USAMV Cluj-Napoca) are în structura sa șase facultăți:
- Facultatea de Agricultură
- Facultatea de Horticultură
- Facultatea de Zootehnie și Biotehnologii
- Facultatea de Medicină Veterinară
- Facultatea de Știința și Tehnologia Alimentelor
- Facultatea de Silvicultură și Cadastru

La cele șase facultăți, în fiecare an, se organizează sesiuni de admitere în lunile iulie și septembrie, detalii: admitere USAMV CN.
Pe lângă acestea funcționează Departamentul de Pregătire a Personalului Didactic și Departamentul de Asigurarea Calității.
Este a treia universitate ca mărime din Cluj-Napoca. Campusul este situat relativ în zona centrală a municipiului. În acest campus pot fi vizitate Acvariul, Muzeul de anatomie comparată, Muzeul de Parazitologie, Grădina Botanică a universității precum și o modernă bibliotecă.
Din anul 2000, în cadrul universității funcționează Centrul de Formare Continuă și Învățământ la Distanță și Departamentul de Pregătire a Personalului Didactic, care oferă posibilitatea de a urma cursuri de pregătire didactică și pedagogică și, în urma absolvirii studiilor universității, posibilitatea de a lucra ca și cadre didactice în învățământul preuniversitar și universitar de profil.

## Stațiunea Didactică Experimentală
Misiunea asumată de către USAMVCN este cercetare științifică avansată și educație. Pentru realizarea acestei misiuni, universitatea este implicată în generarea de cunoaștere științifică, dezvoltare, inovare, transfer tehnologic și formare profesională de nivel universitar. Universitatea noastră are și un caracter antreprenorial și dorim să îndrumăm studenții noștri pe acest drum și în același timp să oferim clujenilor niște produse locale de calitate superioară, la un preț accesibil.

Stațiunea Didactică Experimentală încorporează mai multe entități:
Ferma Cojocna
Stațiunea de Cercetări Horticole

Ferma Jucu.
USAMVCN, prin Stațiunea Didactică Experimentală, se implică în activități diverse de promovare și susținere a produselor locale, sănătoase, fiind de asemenea membru fondator al clusterului Agro Transilvania.
În această direcție, în 2017 s-a înființat Agronomia Agro Food Innovation SRL, prima societate comercială înființată de către o universitate din domeniul Științelor Vieții. Prin intermediul acesteia se dorește valorificarea la nivel local a resurselor existente. În acest sens, universitatea a creat brandul/marca de produse alimentare “Gourmeticus Academicum” având motto-ul “Vivat degustatores”. În cadrul Facultății de Știința și Tehnologia Alimentelor se obțin produse de carmangerie (2-3 t/lună), produse lactate (iaurt, brânzeturi – de tip telemea, caș) și produse de patiserie de o calitate superioară (fursecuri, tarte, foietaje, plăcinte, etc) folosind materii prime de la fermele universității, cu un control pe tot lanțul de producție, respectând conceptul “From Farm to Fork”/“De la Fermă la furculiță”.                            
În anul 2019 s-a deschis și modernizat un magazin de prezentare “Gourmeticus Shop”,  pe Calea Mănăștur nr. 9, unde se comercializează produsele noastre, dar și alte produse locale de calitate superioară de la producătorii din regiunea noastră.

## Colaborări
USAMV Cluj-Napoca colaborează cu un număr foarte mare de universități din întreaga lume  Arhivat în 30 decembrie 2006, la Wayback Machine. și organizează anual pentru studenți practică de specialitate în Germania, Marea Britanie, Portugalia, Spania, Franța, Elveția.  Prin Programul  Erasmus+, anual, aproximativ 50-70 studenți outgoing beneficiază de studii și /sau practică cu durata de cel puțin un semestru/două luni în universități de profil/institute private sau /și publice  din Europa și  spațiul NON UE. Programul este destinat și cadrelor didactice/non didactice (mai multe info la Erasmus+ )